# 九華徑

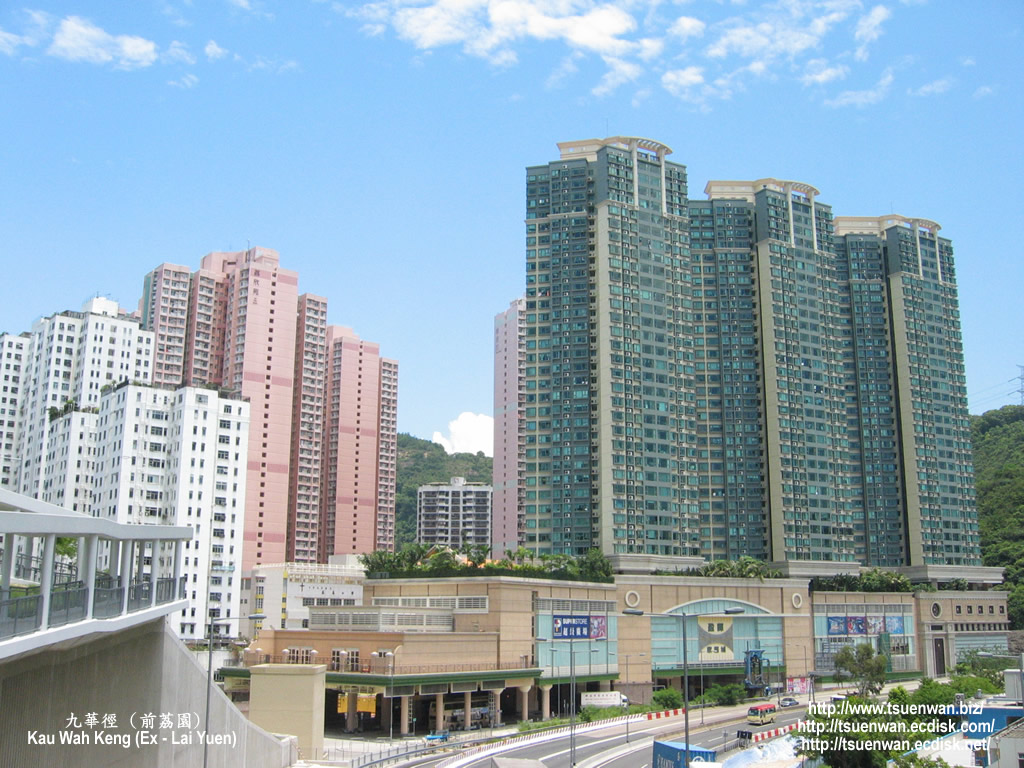
葵涌九華徑、荔枝角灣一帶的屋苑（墨綠色建築物為九龍深水埗區盈暉臺）

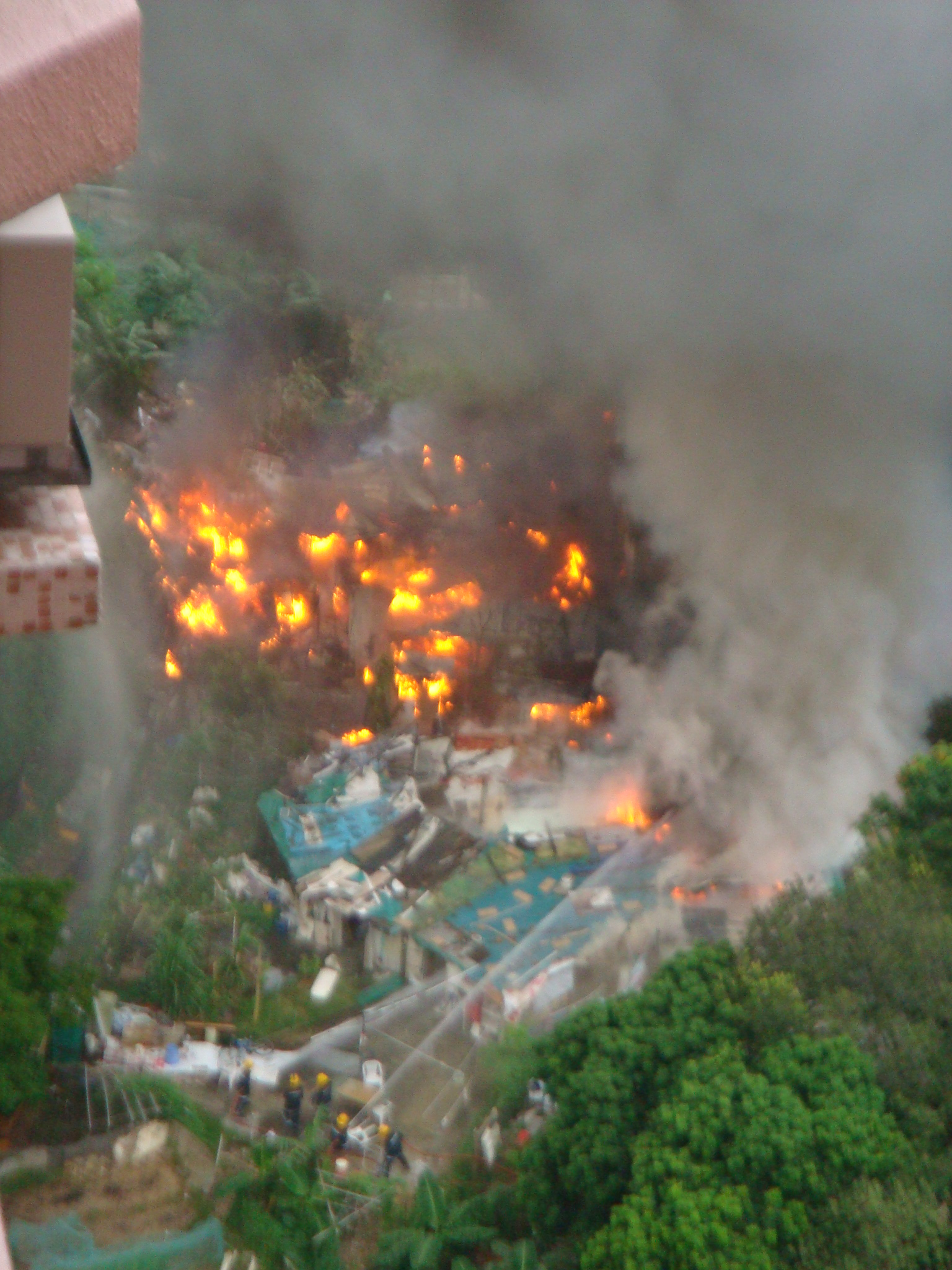
2009年九華徑大火

九華徑（英語：Kau Wa Keng，亦作 Kau Wah Keng 或 Kau Wa Kang）為香港新界葵青區的一個谷地，原名為狗爬徑（英語：Kau Pa Keng，亦作 Kau Pa Kang），因舊時山路極爲陡斜，村民及野狗上山時都似爬行模樣而得名，戰後因名稱不雅而改作「九華徑」。九華徑有時會被視為新界荔枝角或下葵涌的一部分。
九華徑位於下葵涌東南面，荔枝角北面，蝴蝶谷西面，鄰近填海前的茘枝角灣，為磨石山(今稱荔景山)與坳背山之間的谷地，今日範圍主要包括九華徑村、九華徑新村、長坑村、九華徑泵房上村等各村及鍾山臺豪宅區。茘枝角灣填海後，九華徑南面接上荔枝角陸地部分，附近建有荔灣花園、華豐園、樂園，以及位於荔園遊樂場舊址的住宅華荔邨、荔欣苑及盈暉臺。十八區區域劃分上九華徑隸屬葵青區，但清麗苑及盈暉臺則屬於深水埗區。地理位置上，九華徑一帶的鄉村成為了最貼近市區，但仍屬原居民的傳統客家村落。

## 歷史
位於九華徑的九華徑村（舊村）有深厚的歷史及文化，多位歷史人物曾在此居住，並對香港有不同程度的貢獻。
據2019年出版的《九華徑舊村及鄰近地區研究》，九華徑舊村的歷史可追溯至三百多年前，曾氏族人先祖在 1669 年（康熙八年）撤銷遷海令時移居該地。九華徑舊村以曾姓族人為主，曾氏族群是葵青區三大客家姓族之一。在九華徑仍屬清朝之時，礦業商人何亞美（1838－1901）於1882 年 3 月 4 日致函香港政府，表示其合夥公司已獲兩廣總督批准興建一條港穗電報線，而《士蔑西報》（The Hongkong Telegraph），兩幀報導提及了荃灣（舊稱淺灣）及「廣東香港華合電報公司」設於九華徑的電報辦事處。
《展拓香港界址專條》於1898年6月9日簽訂，九華徑亦隨新界和新九龍撥歸港英政府。1905 年至 1909 年由英國陸軍部繪製的地圖，已清楚標示出 Kau Wa Keng（九華徑）的位置、鄰近地區，以及地理環境。1911年，九華徑有華人人口165人。
二次大戰及香港淪陷期間，盟軍曾空襲被日軍佔領的美孚油庫及昂船洲軍營，曾有炸彈落在九華徑的山坡，幸未造成傷亡。九華徑地理位置獨特，是當年進出九龍及新界西的惟一交通要道（經青山公路），故成為東江縱隊盤踞的範圍，東江縱隊司領員窩藏在此，並經常安排文化人經九華徑逃離香港前往中國，包括茅盾夫婦、胡風、千家駒、廖沬沙、丁聰、曹聚仁、夏衍、梁漱溟等。據居民憶述，由九華徑到荃灣越過大帽山到元朗十八鄉，再進入寶安縣是最便捷和安全的路徑。另外，共產黨與國民黨爆發內戰期間，很多共產黨員為逃避國民黨的追捕，亦有不少因批評時政的異見人士選擇南下來港，當中有不少作家、畫家以及詩人選擇到九華徑居住，1948 年前後尤甚，包括著名畫家黃永玉與太太。
新中國成立後，來港避難的卻變成國民黨軍官及其支持者，當中包括有六十年代紅極一時的香港影星林黛的父親程思遠。大量難民因逃避戰禍移居香港，部分在山上搭建木屋居住，漸漸組成包括九華徑新村的現址。新村自 1949 年建成，村內管理日見完善。1952 年更成立福利社為村民服務，包括修築道路，代表村民洽談水電供應，以及維持村落治安等服務。村內最著名的建築物是1959年建成，位於山崗上的佛教寺院「天台精舍」。
由於九華徑舊村的村民大多當上海員，這些海員從外國吸收知識後，運用了不同物料建屋，對村內產生了影響。舊村內存在不同類型的建築物，包括傳統村屋、寮屋、校舍等等，當中一系列超過八十年甚至過百年的歷史建築物，蘊藏着了上世紀二十至三十年代西洋平房的建築風格。村內的曾氏祖屋、養正家塾、3個姓氏的祖祠等14個項目，是本港罕有具備逾百年歷史、中西合璧設計的建築物，其中12個項目分別於2010年和2021年獲通過為三級歷史建築。

## 事件
1993年，政府宣佈於荔園徵地興建公屋後，遠東發展隨即入稟申請臨時禁制令。翌年，政府提出上訴，並成功駁回禁制令。
2013年，遠東酒店實業有九華徑地皮曾被霸佔人成功申請逆權侵佔，一家姓王的居民在九華徑鍾山台附近佔用7幅地皮70年，判辭指出該地由日佔時期至2010年，他們的活動沒被干擾，裁定居民勝訴。
2016年10月5日，商人林建岳的母親余寶珠入稟區院，要求收回她名下一間位於葵涌九華徑新村的石屋，案件審訊後，法官在六月判余勝訟。惟石屋女租客不服判決，於區院申請上訴許可，遭即時駁回。女租客之後申請暫緩收地，余寶珠一方卻反對，並要求馬上收回該石屋，法官李樹旭直指余的做法非常苛刻，她背後的麗新集團是大發展商，收地亦非急於一時，因此批准暫緩收地的申請。
農曆閏四月初九（2020年5月31日）中午12時30分吉時，九華徑村的新建成牌坊舉行開光儀式。主禮嘉賓有民建聯立法會議員陳恒鑌、前葵青區議會主席羅競成、前任及現任荃灣鄉事委員會主席鍾偉平及邱錦平、前食環署荃灣區環境衛生總監梁衛中、九華徑村村代表曾俊文及曾天才，以及原居民曾華德。

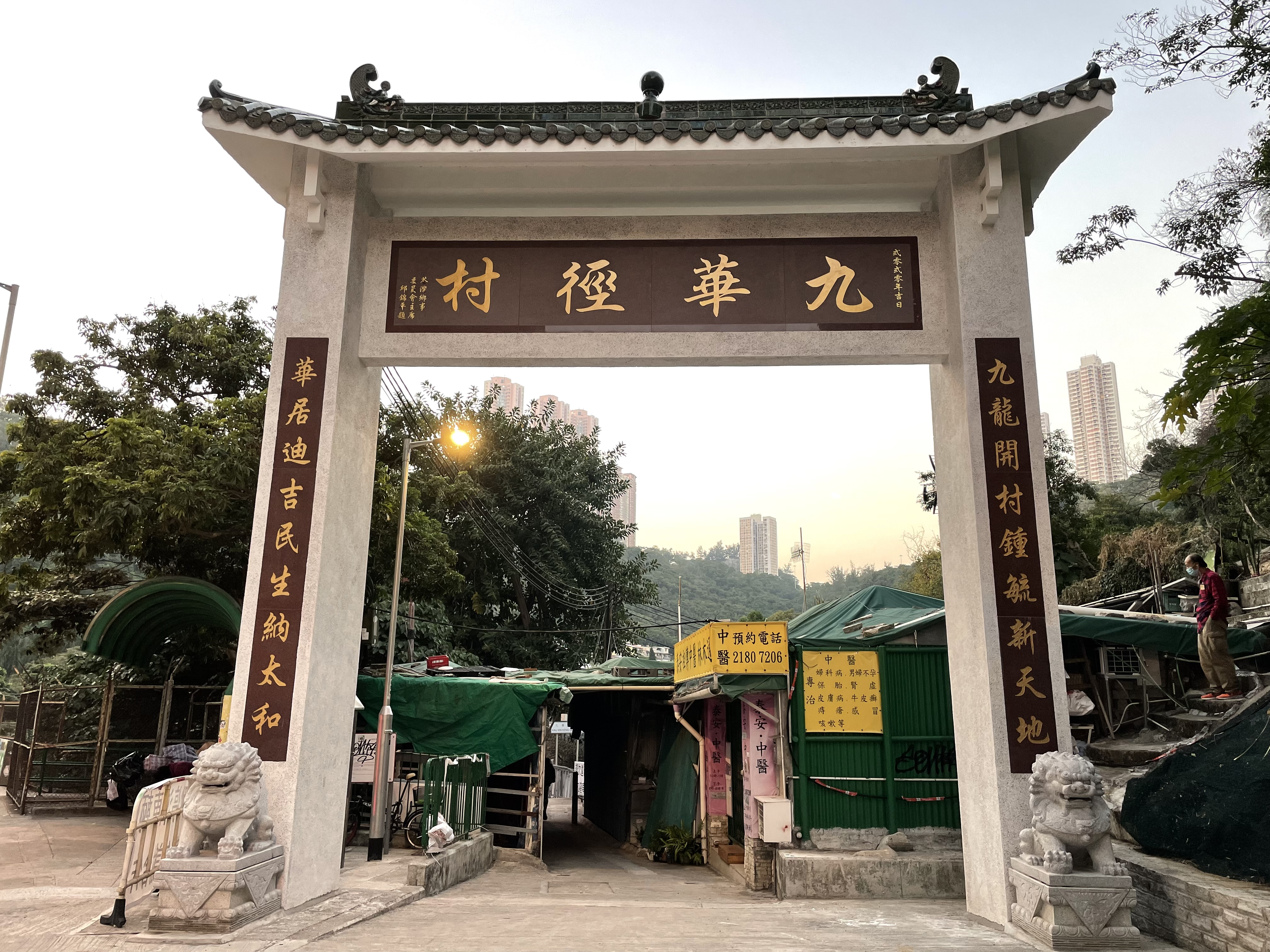
九華徑舊村牌坊
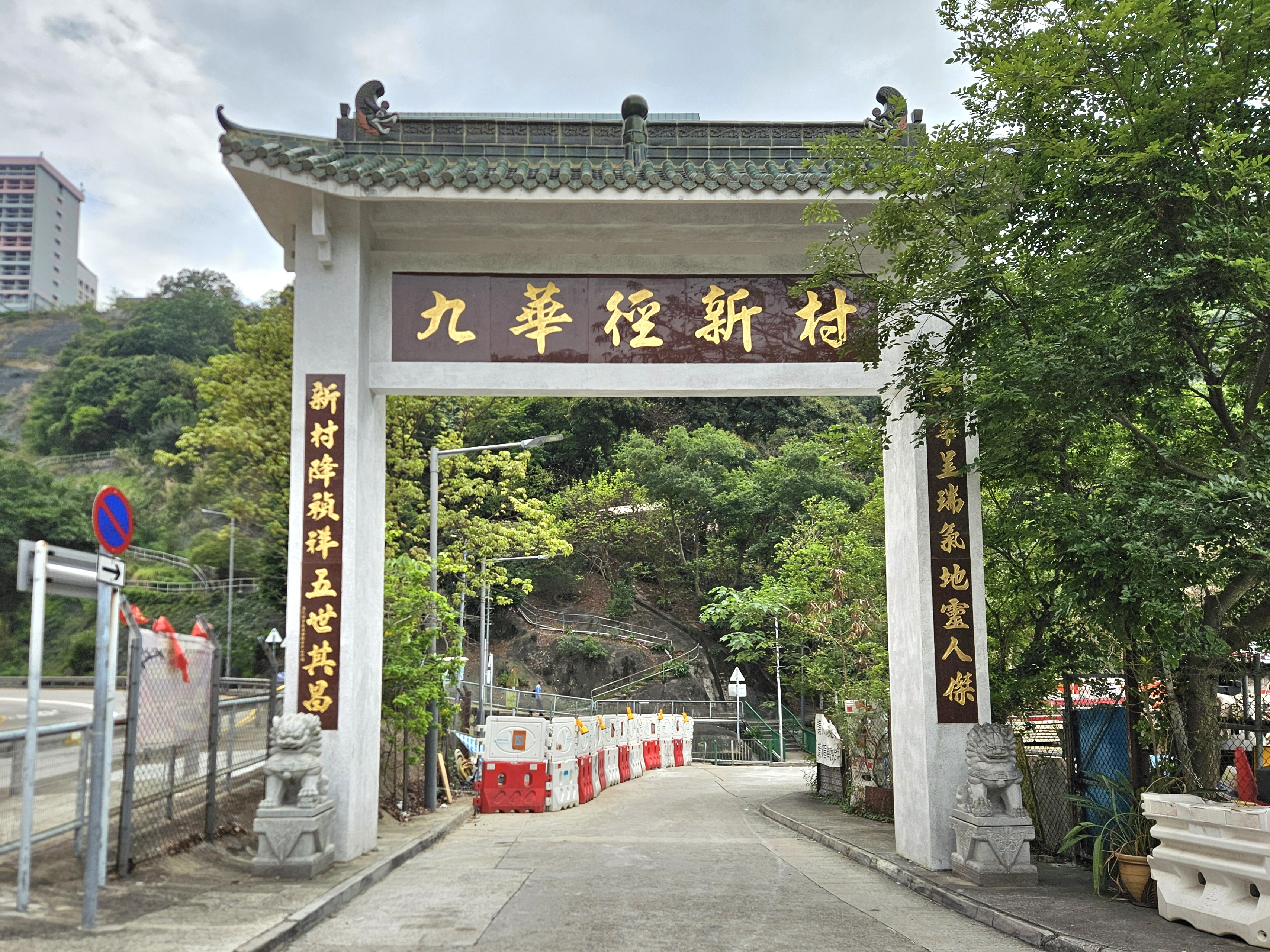
九華徑新村牌坊

## 發展大型住宅
1993年，房委會宣佈將荔園重建為華荔邨及荔欣苑。在禁制令被駁回後，房委會於1995年與遠東酒店達成換地協議，遠東須將荔園自有用地交予房委會，換取原來向政府短期租用的「百麗殿舞台」用地發展私人屋苑。
1996年，長實聯手同遠東酒店合作發展荔園重建住宅項目，當中包括目前的盈暉臺範圍，向城規會提出改劃申請，興建2520伙住宅，涉206.38萬方呎樓面，申請在同年獲得許可，但多年來一直未有發展，而有關規劃許可已失效。
2022年1月，遠東酒店實業旗下的荔園遊樂花園有限公司和遠東酒店關聯公司向城規會申請九華徑測量約份第4約多個地段及毗連政府土地擬興建14幢樓高31至35層的住宅，共提供6,053伙，涉及住宅樓面面積逾259萬平方呎，差不多等同鄰近的大型藍籌屋苑美孚新邨的一半。從發展商提交予城規會的摘要可見，發展涉及的範圍達22,000平方米，波及整個九華徑舊村，而只有14項有評級的歷史建築獲零碎保留。而發展計劃將提供一所6個課室的幼稚園。到2023年7月14日，城規會在有附帶條件下批准有關申請，單位數目相當於半個美孚新邨，成為市區和遠東系罕有大型住宅項目。

## 燒烤場問題
九華徑自助燒烤場被批評困擾居民多年，更被發現為無牌經營。在2021年，警方曾經多次以「限聚令」進行執法，兩名負責人被控無牌經營普通食肆罪成而監禁4星期，燒烤場因此而一度停業。燒烤場到2022年9月9日復業後當晚，政府多個部門派員突擊巡查，25名顧客違限聚令被罰款5,000元，另外場地負責人亦被傳票形式檢控。

## 荔園遊樂場
於1949年開業的荔園遊樂場曾是香港規模最大的遊樂場，設施包括各類劇場、機動遊戲、攤位遊戲、水上遊戲及動物園等。1961年邱德根購入荔園並增設「宋城」景點。海洋公園於1977年落成後，荔園入場人數下跌。荔園動物園首先於1993年關閉；1997年，荔園與「宋城」一同結業。

## 曾居住之名人
據報載，前中華民國總統馬英九在出生時，曾在九華徑村居住（其母秦厚修女士則在荔園售票）；與此同時，不少左派文化人士，包括國畫大師黃永玉、作家端木蕻良及妻子蕭紅、樓適夷、詩人臧克家等等三十多人在香港避難時，也住在九華徑村。藝人曾華倩也出生在九華徑村。

## 外部連結
- 饒宗頤文化館：九華徑舊村及鄰近地區研究 （页面存档备份，存于）